# 5334 Mishima
För andra betydelser, se Mishima (olika betydelser).
5334 Mishima eller 1991 CF är en asteroid i huvudbältet som upptäcktes den 8 februari 1991 av de båda japanska astronomerna Toshimasa Furuta och Makio Akiyama vid Susono-observatoriet. Den är uppkallad efter den japanska staden Mishima.
Asteroiden har en diameter på ungefär 6 kilometer.